# Les Moissons pourpres
Pour plus de détails, voir Fiche technique et Distribution.
Les Moissons pourpres (Hongse Kangbaiyin) est un film chinois réalisé par Cai Shangjun, sorti en 2007.

## Synopsis
Dans le Nord-Ouest de la Chine. C'est l'époque de la moisson. Un homme parti travailler en ville depuis cinq ans rentre au village. Il était considéré comme mort. Son fils l'avait fait radier de l'état civil. Même s'il rentre ce jour-là avec des cadeaux, son fils lui en veut terriblement. il n'est pas rentré lorsque sa mère est morte, il l'a laissé se débrouiller tout seul. Embauchés par le voisin qui possède une moissonneuse rouge ils partent faire les moissons pour les paysans.

## Fiche technique
- Titre : Les Moissons pourpres
- Titre original : Hongse Kangbaiyin 红色康拜因
- Réalisation : Cai Shangjun
- Scénario : Cai Shangjun, Gu Xiaobai, Feng Rui
- Production : Wan Ji Communication and Production, Xiu Dong Hao Ye Investment and consulting...
- Musique : Huang Zhenyu et Dong Wei
- Photographie : Li Chengyu, Chen Hao
- Montage : Zhou Ying
- Décors :
- Costumes :
- Pays d'origine :  Chine
- Format : Couleurs - 35 mm
- Genre : Comédie dramatique
- Durée : 101 minutes
- Dates de sortie : 2007
- Interprètes : Yao Anlian, Lu Yulai, Shi Junhui, Huang Lu, Wang Hong, Fan Jiang

## Commentaire
Le père essaie maladroitement de rétablir cette relation brisée avec son fils. Sur fond d'exode rural, d'appel de la ville où l'on ne réussit pas toujours mais dans laquelle on peut refaire sa vie, le film trace des portraits de travailleurs saisonniers et de journaliers dans les grands espaces de cette Chine en mutation. À son tour, le fils ira tenter sa chance ailleurs.

## Récompenses
- Festival international du film de Thessalonique 2007 : Alexandre d'or
- Primé au festival international du film de Pusan en 2007.
- Primé au FICA de Vesoul en 2008.